# Progne tapera
Progne tapera là một loài chim trong họ Hirundinidae.